# Javier Torres Gómez
Javier Torres Gómez, conosciuto anche come Javi Torres (Madrid, 9 gennaio 1970), è un allenatore di calcio ed ex calciatore spagnolo di ruolo difensore.

## Biografia
Suo figlio David, nato nel 2003, è un calciatore professionista. È cresciuto nel settore giovanile del Real Valladolid e ha esordito con la prima squadra nel 2022.

## Carriera

### Giocatore
Iniziò la carriera nel settore giovanile del Real Madrid. Giocò con la squadra filiale del Real Madrid B, vincendo la Segunda División B spagnola 1990-1991 e disputando due stagioni da titolare in Segunda División, tra il 1991 e il 1993, allenato da Mariano García Remón. Non esordì mai, tuttavia, con la prima squadra dei blancos.
Nel 1993 si trasferì al Real Valladolid. Vi militò per 12 stagioni diventando uno dei calciatori più longevi della storia del club biancoviola. Si ritirò nel 2005.

### Allenatore
Fu allenatore ad interim del Real Valladolid per una partita, il 4 dicembre 2010, in Segunda contro il Barcellona B, in sostituzione dell'esonerato Antonio Gómez Pérez.
Successivamente continuò ad allenare a livello giovanile.

## Palmarès

### Club

#### Competizioni nazionali
- Segunda División B spagnola: 1

Real Madrid B: 1990-1991 (Gruppo I)